# カルシフィラキシス
カルシフィラキシス（英: Calciphylaxis）は、脂肪組織や皮膚の深層部にある小血管が石灰化する疾患である。一般的な症状には、激しい痛みと皮膚の変化などがあげられる。多くの場合、皮膚の病変は複数か所にみられ、最初は肥厚した部分が紫色に変わり、その後潰瘍が形成される。合併症には、うつ病や敗血症などがあげられる。
末期腎疾患の患者に最もよくみられるが、慢性腎臓病の初期段階や急性腎不全の患者にも発症する場合がある。まれに腎機能が正常な人にも発症することがある。その他の危険因子には、肥満、糖尿病、癌、ワルファリンやビタミンDなどの特定の医薬品の使用、組織損傷などがあげられる。根本的な機序は、小血管が狭くなった所に血栓ができ、血流が不足し皮膚細胞が壊死することによる。診断は症状に基づくが、皮膚生検によって確認することもできる。
治療は、透析の頻度を増やす、カルシウムサプリメントの摂取をやめる、チオ硫酸ナトリウムの投与である。副甲状腺ホルモン値が高い人には、活性ビタミンDの代わりにシナカルセトを使用するべきである。その他の重要な取り組みには、創傷ケアと疼痛管理などがあげられる。高気圧酸素治療は、一部の患者に有用な場合がある。予後は一般的に不良であり、典型的な平均余命は1年未満である。死因は敗血症が最も多い。
カルシフィラキシスは、まれな疾患であり、透析を受けている人の年間罹患率は10,000人中4～400人ほどである。どの年齢層にも発症する可能性があり、一般的に男性より女性に多くみられる。この疾患は1898年にホワイトとブライアントによって最初に説明された。1976年にギプスタインによってこの疾患の重要性が見出された。